# Kyselina deoxycholová
Kyselina deoxycholová je karboxylová kyselina patřící mezi žlučové kyseliny. Patří mezi sekundární žlučové kyseliny, které jsou tvořeny střevními bakteriemi jako vedlejší produkty jejich metabolismu. V játrech vznikají primární žlučové kyseliny, kyselina cholová a kyselina chenodeoxycholová. Bakterie přeměňují kyselinu chenodeoxycholovou na kyselinu lithocholovou a kyselinu cholovou na deoxycholovou. Existují i další sekundární žlučové kyseliny, jako například kyselina ursodeoxycholová.
Kyselina deoxycholová je rozpustná v ethanolu a kyselině octové. V čisté podobě vytváří bílé krystaly.

## Využití
U kyseliny deoxycholové bylo od jejího objevu nalezeno několik využití v různých oblastech lidského lékařství. V lidském těle slouží jako emulgátor při trávení tuků, konkrétně emulgací usnadňuje jejich vstřebávání v tenkém střevě. V některých zemích (například ve Švýcarsku) se používá v potravinářství. Využití také nachází při přípravě cholagogů a slouží i k rozpouštění žlučových kamenů.
V laboratořích se kyselina deoxycholová používá jako mírný detergent při izolaci proteinů spojených s membránami. Kritická micelární koncentrace této kyseliny je asi 2,4 až 4 mmol/dm3
Deoxycholáty a obecně deriváty žlučových kyselin jsou zkoumány pro své možné využití v nanotechnologiích.
Využívají se rovněž v mikrolitografii jako světluodolné složky.

### Imunologické výzkumy
Detergentní vlastnosti kyseliny deoxycholové se také využívají při výrobě očkovacích látek založených na vnějších membránových proteinech, jako je MenB, vyvinutá na začátku 90. let 20. století. Stejným postupem se rovněž vyrábí vakcína MeNZB.
Kyselina deoxycholová se váže na membránový enzym NAPE-PLD a aktivuje jej. NAPE-PLD katalyzuje uvolnění endogenního kanabinoidu anandamidu a ostatních N-acylethanolaminů, což jsou bioaktivní signální molekuly, které se účastní několika fyziologických pochodů jako jsou chuť a odpověď na stres a bolest.
Některé studie poukazují na imunostimulační účinky kyseliny deoxycholové na přirozenou imunitu, jelikož aktivuje makrofágy. Dostatečné množství kyseliny deoxycholové v lidském těle tak souvisí s dobrou reakcí nespecifického imunitního systému. Klinické studie provedené v 70. a 80. letech 20. století potvrdily, že se tato kyselina podílí na přirozeném léčení zánětů, a různých druhů oparu.